# Топорова, Ирина Николаевна
Ири́на Никола́евна Топоро́ва (29 июля 1940 — 28 сентября 2015) — советский и российский филолог, специалист в области африканских языков. Доктор филологических наук (1994), профессор (2000). Сестра академика В. Н. Топорова. 

## Биография
Окончила филологический факультет МГУ (1963). Работала в отделе африканских языков Института языкознания с 1967 года, главный научный сотрудник.
Научные интересы: африканское языкознание, бесписьменные и младописьменные языки Африки, типология, грамматика, фонетика, фонология, африканский фольклор.
Автор первых учебных пособий по языку лингала на русском языке (Язык лингала, 1973; Лингала-русский словарь, 1983).
Автор статей и монографий, книги «Введение в бантуистику» и грамматик ранее не описанных языков.
Умерла 28 сентября 2015 года в Боткинской больнице. Похоронена в Химках на Новосходненском кладбище.
Выпуск издания «Исследования по языкам Африки» 2015 года был посвящен памяти И. Н. Топоровой.

## Основные работы[4]
- Язык лингала. — М: Наука, 1973. — 100 с.: схем. — (Языки народов Азии и Африки / АН СССР. Ин-т востоковедения).
- Типология фонологических систем языков банту. — М.: Наука, 1975. — 157 с.: ил.
- Коваль А. И., Виноградов В. А., Топорова И. Н. Морфонология и морфология классов слов в языках Африки: В 2 кн. Кн. 1: Имя. Местоимение. — М.: Наука, 1979. — 252 с.: ил.
- Лингала-русский словарь = Dictionnaire lingala-russ / С прил. «Крат. сведения о яз. лингала». — М.: Рус. яз., 1983. — 333 с.
- Аксёнова И. С., Топорова И. Н. Введение в бантуистику. — М.: Наука, 1990. — 270 с.
- Грамматика языка лингала / Рос. акад. наук, Ин-т языкознания. — М.: Помовский и партнеры, 1994 (1995). — 256 с.: ил. — (Теоретические грамматики языков Африки).
- Аксёнова И. С., Топорова И. Н. Язык курия. — М.: Изд. фирма «Восточная литература» РАН, 1994. — 202 с.: ил.
- Лексическая семантика имени существительного в языках банту / Рос. акад. наук. Ин-т языкознания. — М., 1999. — 211 с.
- Аксёнова И. С., Топорова И. Н. Грамматика языка аква. — М.: УРСС, 2002. — 336 с.: ил., табл.
- Аксёнова И. С., Топорова И. Н. Грамматика языка лаади. — М.: Гуманитарий, 2005. — 383 с.
- Аксёнова И. С., Топорова И. Н. Грамматика языка гусии. — М.: Академия, 2008. — 527 с. — (Монографические исследования: языкознание).
- Очерки по типологии фольклора банту. — М.: Тезаурус, 2012. — 321 с.
- Очерк грамматики языка галва. — М.: Тезаурус, 2014. — 179 с.